# Galway West
Galway West is een kiesdistrict in Ierland dat gebruikt wordt voor verkiezingen voor Dáil Éireann, het lagerhuis van het Ierse parlement. Het district, ingesteld in 1937, omvat de westelijke helft van het graafschap Galway, inclusief de stad Galway en Connemara. Oorspronkelijk had het district 3 zetels. Bij de verkiezingen van 1977 werd dat uitgebreid naar 4 en sinds 1981 kiest Galway-West 5 TD's.
Bij de verliezingen in 2002 waren er 82.213 kiesgerechtigden. Bij die verkiezingen gingen van de vijf beschikbare zetels er 2 naar Fianna Fáil, 1 naar Fine Gael, 1 naar Labour en 1 naar de Progressive Democrats. De huidige minister voor landelijke gebieden en de Gaeltacht Éamon Ó Cuív is een van de TD's voor Galway West.

## Bekende leden

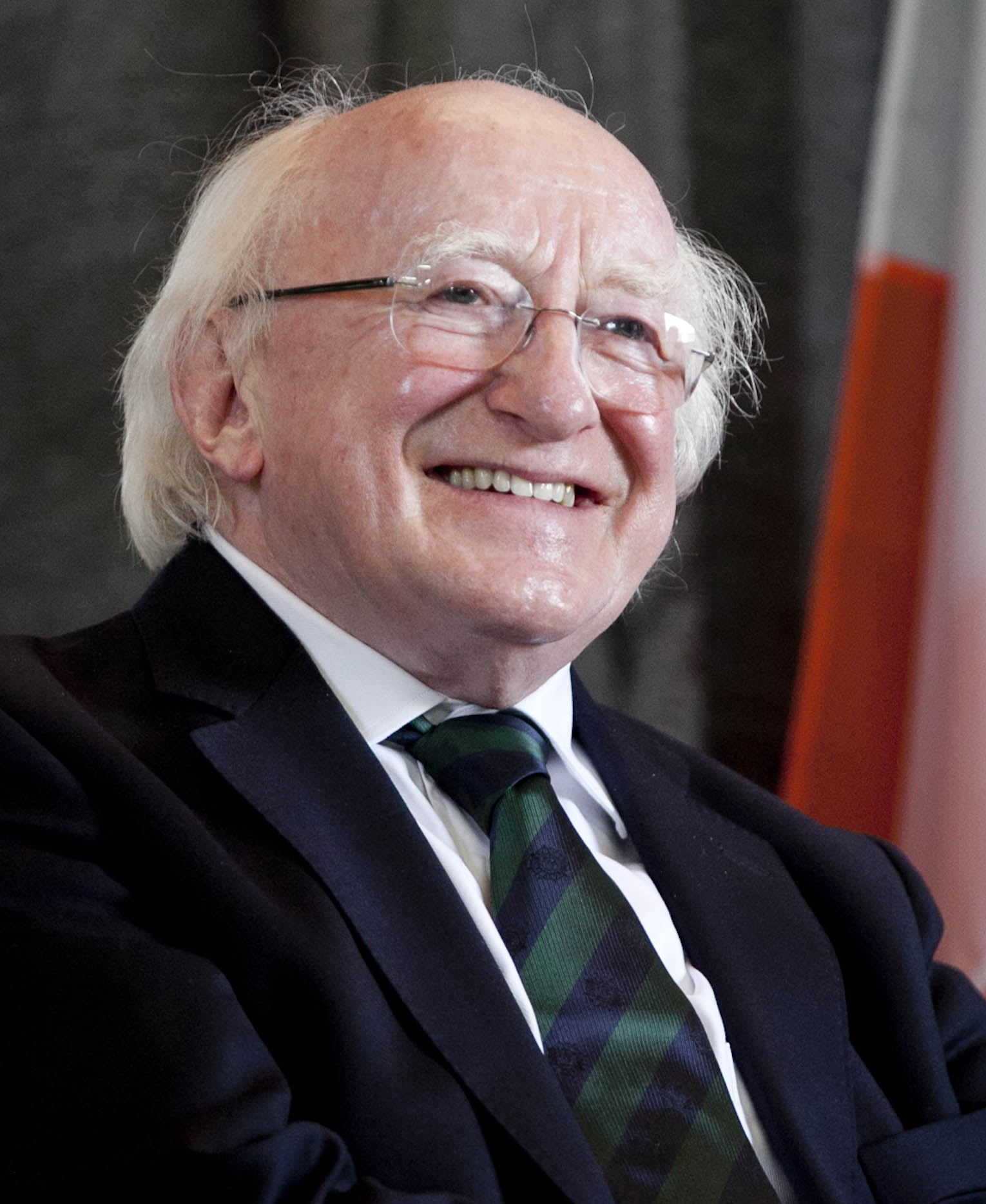

De negende president van Ierland Michael D. Higgins was met een onderbreking tussen 1981 en 2011 TD voor Labour. In 1990-91 combineerde hij dat met het burgemeesterschap van de stad Galway.

## Referendum
Bij het abortusreferendum in 2018 stemde in het kiesdistrict 65,9% van de opgekomen kiezers voor afschaffing van het abortusverbod in de grondwet.